# Thure Thulin
Thure Thulin, född 9 februari 1880 i Ystad, död 3 januari 1915 i Malmö, var en svensk arkitekt.
Thulin genomgick i födelsestaden sex klasser i elementarskolan. Han var därefter under fyra års tid anställd hos byggmästare Nils Stenmarck och genomgick samtidigt Malmö tekniska skola, varpå han med stöd av ett stipendium från Malmö industriförening, under två och ett halvt års tid fortsatte sina studier i Berlin. Han hade i Tyskland anställning hos flera framstående arkitekter, bland andra Ludwig Hoffmann samt Johann Hoeniger och Jakob Sedelmeier.  Återkommen till Sverige erhöll Thulin först anställning hos byggmästare Gustaf Olander i Malmö, varefter han tjänstgjorde som kontrollant vid bland annat S:t Johannes kyrkas, realskolans, tekniska yrkesskolans, KFUM:s och folkbadets nybyggnader, vid den senare även av Malmö stads drätselkammare utsedd att kontrollera byggnadens ekonomi. De sista åren var han kontrollant för Baltiska utställningens officiella byggnader ävensom för Tysklands, Danmarks och Rysslands byggnader på samma utställning, och hade senast i uppdrag att övervaka utställningsbyggnadernas nedtagande och bortforslande. Under sistnämnda arbete ådrog han sig kraftig förkylning, vilken övergick till en lunginflammation som inom fyra dagar ändade hans liv. Han ritade själv några villor och Sveriges minuthandlares paviljong på Baltiska utställningen. Han var kassaförvaltare vid Svensk byggnadsdag 1914  och i Södra Sveriges Byggnadstekniska Samfund.